# 爱墙
爱墙是一种相爱的人表达爱意的地方。它可以是实际的一堵墙，也可能是存在于互联网上的虚拟社区。它的功能类似于爱情的见证或者纪念。

## 含义
爱墙是相爱中的人们心目中的经典定情之地。当在相爱中决定许诺一生时，他们都会在爱墙互相发祝福纸条作为“定情”的标志，寄望于由此获得亚当和夏娃的祝福，使爱人一辈子不会变心。此外当在生活中有隔阂和不快时，爱墙会帮助他们重归于好。爱墙还会帮助两地分居的人们团聚。爱墙上的纸条被认为保留得越久越好，并且两人的纸条要互相有些重叠，以示亲密。还有一些说法诸如，每年写一张纸条可以保证爱人这一年不变心，一般写于对方的生日、圣诞节、情人节或者邂逅纪念日、结婚纪念日；纸条每被经过爱墙的人阅读一次，就会增加了一次对纸条主人的祝福。

## 爱墙传说
人类的祖先亚当和夏娃在伊甸园偷吃了禁果，引发上帝雷霆之怒。上帝决定要惩罚人类，让人类世世代代都要受苦。这是人类一生中多了许多苦难的原因。
上帝挥动其巨大无匹的权杖，瞬间就制造了一堵厚厚的墙壁。这墙壁坚不可摧，具有无限的长度和高度，将亚当和夏娃分开。同时上帝也将这墙壁也建在他们的心里，使他们产生疏离和隔阂。但是为了人类的希望，上帝在墙壁上留下一个特殊的机关，只有真挚的爱情可以自由通过，这部分墙被称为“爱墙”。
夏娃毕竟是亚当的一根肋骨制成的，他们有血肉的联系，因此他们无时不刻不在寻找对方。许多年以后，亚当经过长途跋涉来到了爱墙。在这里他给夏娃留了一张祝福纸条，表达了对夏娃的无限思念。终于有一天，夏娃凭借内心的指引也来到爱墙，读了亚当的纸条，并回复一张纸条。
亚当和夏娃的纸条重叠到一起，奇迹发生了。他们触动了上帝的机关，爱墙豁然开朗，成为一个光明的通道，亚当和夏娃将手紧紧握在一起，他们穿越隔阂来到了墙的同一侧，从此永不分离，幸福一生。

## 法国巴黎市的爱墙
巴黎爱墙坐落于巴黎市北蒙马特高地半山腰上的一个小公园里。蒙马特高地是巴黎文人聚居的地方，这里有著名的圣心圣殿、红磨坊。爱墙面积约为40平方米，由612块深蓝色的长方形石砖组成，墙上写满了“我爱你”，据说包括311种字体和250种语言。墙壁左侧可以找到三个竖排的中文“爱”字。在墙的上方有一幅画，画中是一位身穿深蓝色吊带裙的女孩，斜倚在一张小桌旁，画旁边有一行小字：“保持理智，勿要强求（soyons raisonnable, exigeons l'impossible）” 蒙马特爱墙的发起者弗雷德里克·巴隆（Frédéric Baron）是法国一位音乐家，以写爱情歌曲见长。1992年起巴隆开始收集和记录下了1000多条用300多种语言写就的“我爱你”的手写体，并于2001年2月14日情人节建立蒙马特爱墙。

## 意大利维罗纳爱墙
朱丽叶爱墙所指的是莎士比亚作品罗米欧与朱丽叶的那个。朱丽叶爱墙位于意大利维罗纳市中心的布拉广场广场的东北角，在马奇尼街(Via Mazzini)（这是一条铺着石板路的精致的步行街）街尽头向右拐，折入帽子街(Via Cappello)。这里经常看到熙熙攘攘的游客挤满整条小街，帽子街23号正是传说中的朱丽叶的故居(Casa di Giulietta)。在朱丽叶故居的一面墙就是朱丽叶爱墙。朱丽叶爱墙是可以贴纸条的。
造访这一爱情圣地的仪式还包括：同来的恋人们要在朱丽叶爱墙上留下写满爱意话语的祝福纸条，再画一个心型符号，把两个人都装进同一个“心”里；然后，再到朱丽叶的雕像前献上一朵玫瑰，最后再轻轻摸一摸朱丽叶的右乳——据说如此这般，爱情就领受了祝福，爱神朱丽叶也将保佑有情人终成眷属，永结同心。

## 互联网上的爱墙
现代技术的发展使爱墙进入互联网，2005年李光耀创立了据称可以永恒存在的"爱墙网 （页面存档备份，存于）"，后来网络爱墙的概念迅速被中国大陆的互联网公司天涯虚拟社区、腾讯借鉴，分别推出了天涯爱墙（2006年）和QQ爱墙（2007年）。

## 参看
- 情人节
- 罗密欧与朱丽叶
- 哭墙